# Афінська академія

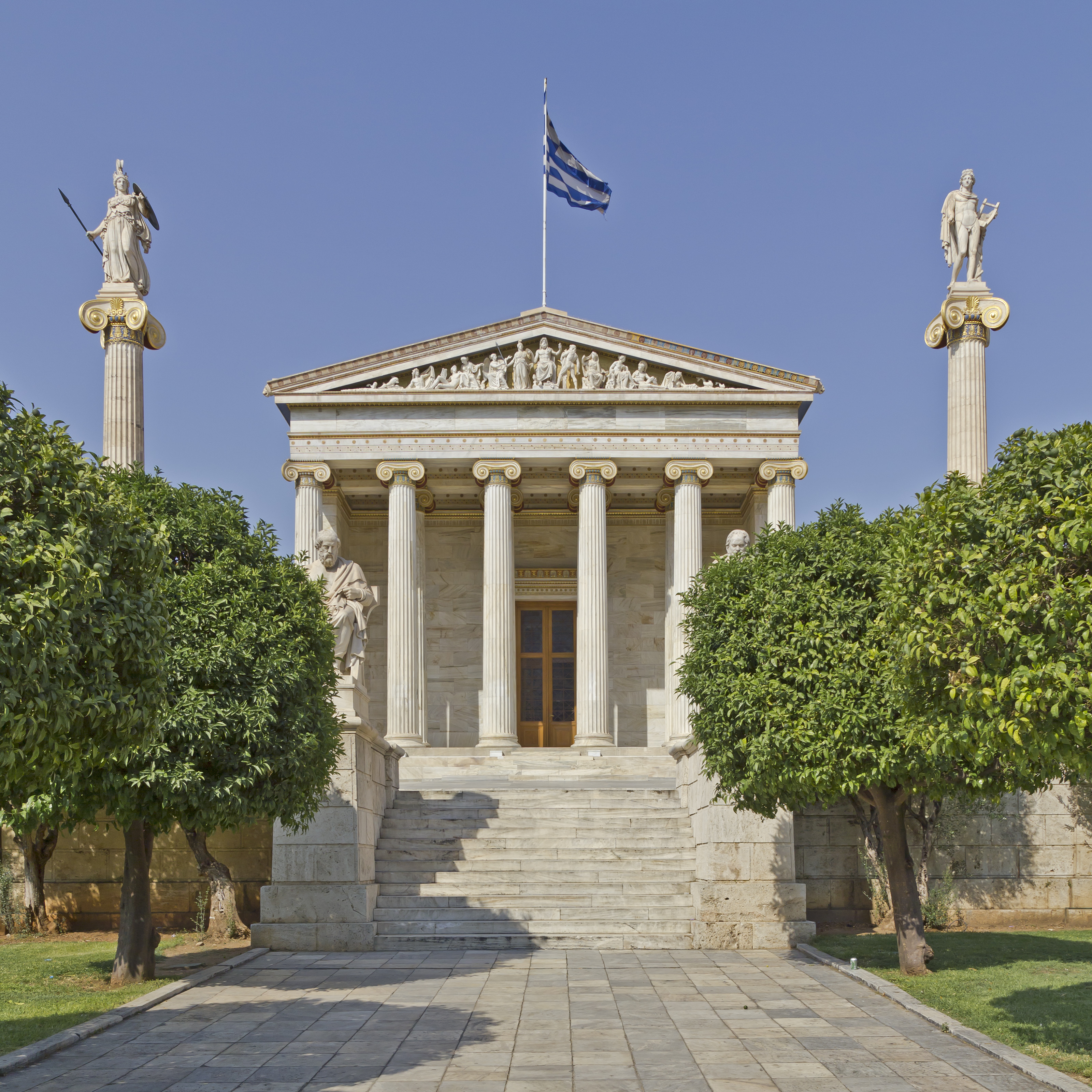
Головний корпус Афінської академії

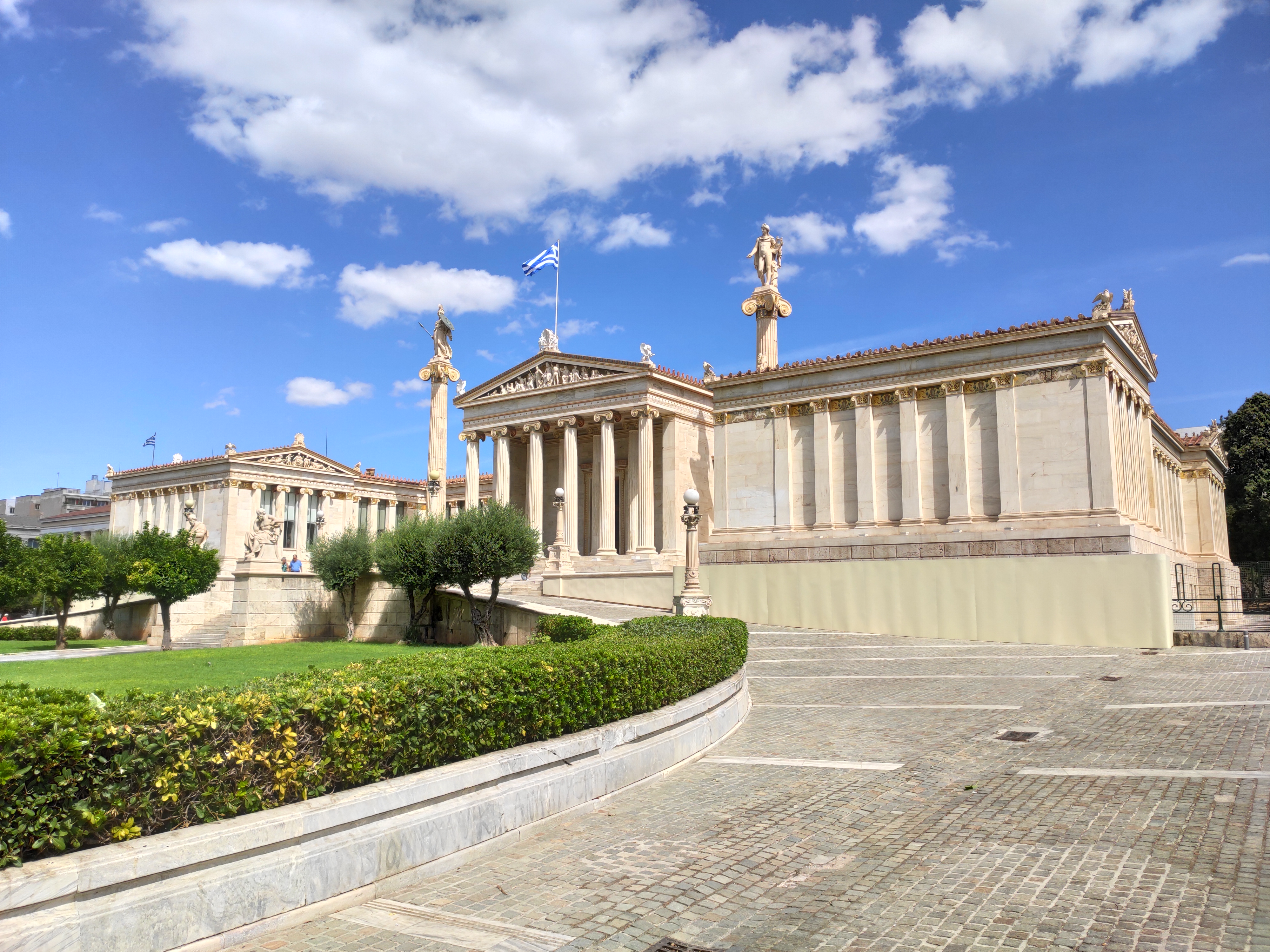
Національна академія Греції

37°58′48″ пн. ш. 23°44′03″ сх. д. / 37.98° пн. ш. 23.734167° сх. д.
Афінська академія (грец. Ακαδημία Αθηνών) — національна академія Греції та найвища науково-дослідна установа в країні, що працює під керівництвом Міністерства освіти та релігії Греції.

## Діяльність
Заснована 18 березня 1926 і своєю назвою завдячує давній Академії Платона. Офіційний Статут академії був закріплений урядовою постановою від 1929 р. Із деякими змінами та доповнення ця постанова діє додині, за нею основними напрямками діяльності Національної академії Греції є такі:
- природничі науки;
- мистецтво;
- мораль та політичні науки.

Під егідою Афінської академії працюють 12 науково-дослідних центрів, 10 науково-дослідних відділень та центральна бібліотека імені Іоанніса Сікутріса. У 2002 році був створений Фонд біомедичних досліджень Афінської академії. Грецький інститут візантійських і поствізантійських досліджень у Венеції також функціонує під керівництвом Академії.

## Головний корпус

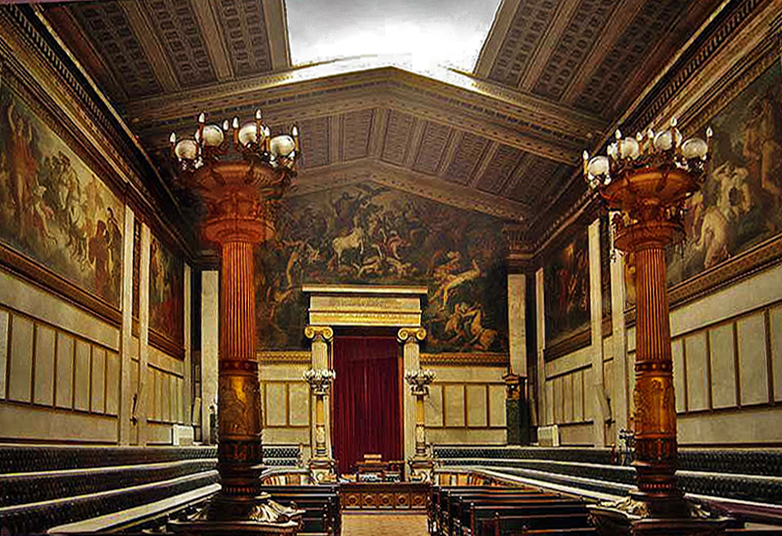
Інтер'єр зали Академії

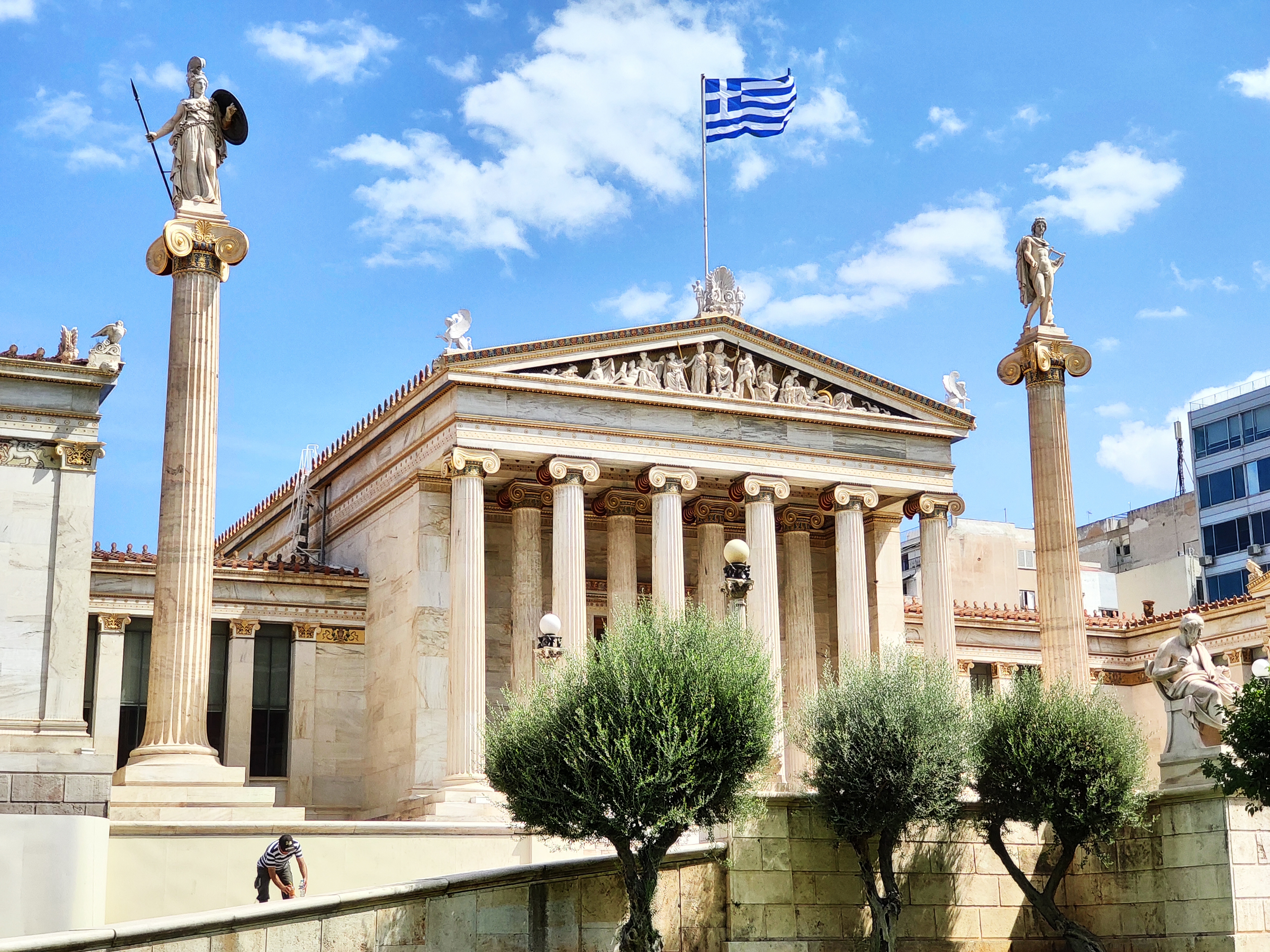
Національна академія Греції

Головний корпус Афінської академії розташований між вул. Панапістіміу (вул. Університетська) та вул. Акадіміас (вул. Академічна) в Афінах. Поруч із Афінським університетом та Національною бібліотекою Греції він є складовою, так званої, неокласичної Афінської трилогії, створеної за проєктом 1859 р. данського архітектора Феофіла ван Гансена.
Кошти для спорудження Афінської академії були надані магнатом Сімоном Сінасом, перший камінь було урочисто закладено 2 серпня 1859 р. З 1861 р. споруда будувалась швидкими темпами під керівництвом Ернста Зіллера, але внутрішньодержавна нестабільність, а згодом і повалення короля Оттона перешкоджали будівництву, поки воно не було зупинене 1864 року.
Роботи поновилися тільки в 1868 році. Проте остаточне завершення відбулось 1885 р., вартість будівництва склала 2 843 319 золотих драхм. Скульптури були створені греком Леонідасом Дросісом, у той час як фрески та художнє оздоблення виконав австрієць Крістіан Грайпенкерл.
20 березня 1887 року Ернст Зіллер здав головний корпус прем'єр-міністру Харілаосу Трикупісу. Проте за відсутності Національної академії, споруду спочатку передали Нумізматичному музею до завершення будівництва для нього приміщення у 1890 р. 1914 р. тут розмістився Візантійський музей та Державний архів. Нарешті, 24 березня 1926 року будівлю було передано новоствореній Афінській академії.

## Деякі академіки
- Маноліс Каломіріс
- Костіс Паламас
- Ксенофон Золотас
- Константінос Цацос
- Міхаіл Стасінопулос